# Лес звуков
«Лес звуков» (латыш. Skaņu mežs) — музыкальный фестиваль, проходящий в Латвии ежегодно с 2003 года. Основатель и бессменный руководитель фестиваля — журналист Виестартс Гайлитис, с 2010 года репертуар фестиваля вместе с ним формирует Рихардс Эндриксонс.
Фестиваль посвящён «новаторской, „экспериментальной“, „авангардной“ или просто „непривычной“ музыке». Как подчёркивает Эндриксонс, задача фестиваля в том, чтобы поставить под вопрос бинарную оппозицию поп-музыки и авангарда: «Мы пытаемся предлагать авангардную музыку в более жёстких (латыш. abrazīvākās) формах, но наряду с ней — и сдвиги в более популярных жанрах». Критика называет фестиваль «обогревателем латвийской здоровой культурной среды и хранителем ясного музыкального сознания». Артемий Троицкий отмечает:
Долгая и благополучная история «Леса звуков» радует и удивляет. Удивляет потому, что, как правило, подобные идеалистические эстетские начинания живут недолго. Суровая проза жизни, в первую очередь проблемы с финансированием, подкашивают благородные проекты. Здесь этого не произошло — притом что концепция Виестартса и Рихардса строга и бескомпромиссна.

## Участники
Среди участников фестиваля в разные годы были:
- Кит Роу[англ.] из группы AMM[5],
- Алексей Борисов[6],
- Stars of the Lid[англ.][7],
- Карл Микаэль фон Хаусвольф[8],
- Ханне Хуккельберг[англ.][9],
- Джулианна Баруик[англ.][10],
- Уильям Хукер[англ.][11],
- Jaga Jazzist[12],
- Энди Стотт[англ.][13],
- Кит Фуллертон Уитмен[англ.][14],
- Бликса Баргельд[15],
- Вадада Лео Смит[англ.][16],
- Squarepusher[17],
- Петер Брётцман[англ.][18],
- Zs[англ.][19],
- Фредерик Ржевский[20],
- Клаус Ланг[нем.][21],
- Autechre[22],
- Зебра Катц[англ.][23],
- Филл Ниблок[англ.][24],
- Supersilent[англ.][25],
- Xeno & Oaklander[26],
- Merzbow[27],
- Shabazz Palaces[англ.][28],
- Роско Митчел[англ.][29],
- Тёрстон Мур[30],
- Busdriver[англ.][31],
- Уильям Басински[32],
- Мэт Манери[англ.][33].